# Sarthak Golui
Sarthak Golui (Calcuta, India, 3 de noviembre de 1997) es un futbolista de la India que juega en las posiciones de defensa central y lateral derecho, y es hijo del también futbolista Deb Kumar. Desde 2023 juega con el Chennaiyin FC cedido por el East Bengal.

## Carrera

### Club
| Periodo   | Club                     | Apariciones | Goles |
| --------- | ------------------------ | ----------- | ----- |
| 2015–2017 | Mohun Bagan AC           | 2           | 0     |
| 2017–2019 | FC Pune City             | 27          | 1     |
| 2019–2021 | Mumbai City FC           | 17          | 1     |
| 2021      | East Bengal              | 5           | 1     |
| 2021–2022 | Bengaluru FC             | 3           | 0     |
| 2022–     | East Bengal              | 14          | 1     |
| 2023–     | → Chennaiyin FC (cedido) | 0           | 0     |

### Selección nacional
Golui jugó para India sub-16 e India sub-19. Debutó con India en 2017 ante Maldivas en la clasificación para la Copa Asiática 2019.